# Eumyndus kraussi
Eumyndus kraussi är en insektsart som beskrevs av Synave 1956. Eumyndus kraussi ingår i släktet Eumyndus och familjen kilstritar. Inga underarter finns listade i Catalogue of Life.